# جودي مالكوم
جودي مالكوم (بالإنجليزية: Judy Malcolm)‏ هي ممثلة أمريكية، ولدت في 1 ديسمبر 1910 في الولايات المتحدة، وتوفيت بنفس المكان في 22 يوليو 1998.

## وصلات خارجية
- جودي مالكوم على موقع IMDb (الإنجليزية)
- جودي مالكوم على موقع قاعدة بيانات الفيلم (الإنجليزية)